# Chaetocnema fusiformis
Chaetocnema fusiformis es un coleóptero de la familia Chrysomelidae. Fue descrita científicamente en 1980 por Chen & Wang.